# Eredivisie (mannenhandbal) 2010/11
De AfAB Eredivisie is de hoogste afdeling van het Nederlandse handbal bij de heren op landelijk niveau. In het seizoen 2010/2011 werd KRAS/Volendam landskampioen. In de Best of Three was KRAS/Volendam te sterk van Vos Investment/LIONS. Loreal uit Venlo degradeerde naar de Eerste divisie.

## Opzet
Eerst speelden de tien ploegen een reguliere competitie, de nummers een tot en met zes van deze reguliere competitie speelden in de kampioenspoule, waarvan de beste twee zich kwalificeren voor de Best of Three-serie. De winnaar van deze serie is de landskampioen van Nederland. De nummers zeven tot en met tien speelden in de degradatiepoule. De laagst geklasseerde ploeg in de degradatiepoule degradeerde rechtstreeks naar de eerste divisie. De een na laatste speelde een wedstrijd tegen de winnaar van het periodekampioenschap van de eerste divisie, om één plaats in de eredivisie.

## Teams
| Club                 | Plaats         | Provincie     | Trainers                      | Hal              |
| -------------------- | -------------- | ------------- | ----------------------------- | ---------------- |
| FIQAS/Aalsmeer       | Aalsmeer       | Noord-Holland | René Romeijn                  | De Bloemhof      |
| Eurotech/Bevo HC     | Panningen      | Limburg       | Piotr Konitz                  | De Heuf          |
| Pals Groep/E&O       | Emmen          | Drenthe       | Arthur Langedijk              | Harwig Arena     |
| HARO Rotterdam       | Rotterdam      | Zuid-Holland  | Miki Zornic                   | Albeda College   |
| Kremer/Hurry-Up      | Zwartemeer     | Drenthe       | Joop Fiege                    | De Eendracht     |
| Vos Investment/LIONS | Sittard-Geleen | Limburg       | Aleksandr Rymanov             | Glanerbrook      |
| Loreal               | Venlo          | Limburg       | William Gommans               | Craneveld        |
| Quintus              | Kwintsheul     | Zuid-Holland  | Eelco Overkleeft Jeroen Sebel | Van der Voorthal |
| Swift Arnhem         | Arnhem         | Gelderland    | Johann Peters                 | Elderveld        |
| KRAS/Volendam        | Volendam       | Noord-Holland | Martin Vlijm                  | Opperdam         |

## Reguliere competitie
| Pos | Club                 | Wed | W  | G | V  | Ptn | DV  | DT  | +/−  | Opmerking                           |
| --- | -------------------- | --- | -- | - | -- | --- | --- | --- | ---- | ----------------------------------- |
| 1   | KRAS/Volendam        | 18  | 15 | 1 | 2  | 31  | 586 | 445 | +141 | Gekwalificeerd voor kampioenspoule  |
| 2   | Vos Investment/LIONS | 18  | 14 | 2 | 2  | 30  | 545 | 433 | +112 | Gekwalificeerd voor kampioenspoule  |
| 3   | Pals Groep/E&O       | 18  | 9  | 3 | 6  | 21  | 499 | 467 | +32  | Gekwalificeerd voor kampioenspoule  |
| 4   | Quintus              | 18  | 10 | 1 | 7  | 21  | 493 | 462 | +31  | Gekwalificeerd voor kampioenspoule  |
| 5   | Kremer/Hurry-Up      | 18  | 8  | 2 | 8  | 18  | 498 | 497 | +1   | Gekwalificeerd voor kampioenspoule  |
| 6   | FIQAS/Aalsmeer       | 18  | 8  | 1 | 9  | 17  | 496 | 485 | +11  | Gekwalificeerd voor kampioenspoule  |
| 7   | Eurotech/Bevo HC     | 18  | 8  | 1 | 9  | 17  | 486 | 487 | −1   | Gekwalificeerd voor degradatiepoule |
| 8   | HARO Rotterdam       | 18  | 5  | 1 | 12 | 11  | 454 | 491 | −37  | Gekwalificeerd voor degradatiepoule |
| 9   | Swift Arnhem         | 18  | 3  | 2 | 13 | 8   | 443 | 548 | −105 | Gekwalificeerd voor degradatiepoule |
| 10  | Loreal               | 18  | 3  | 0 | 15 | 6   | 381 | 567 | −186 | Gekwalificeerd voor degradatiepoule |

## Nacompetitie

### Degradatiepoule
| Pos | Club             | Wed | W | G | V | Ptn | DV  | DT  | +/− | BP | Opmerking                                                     |
| --- | ---------------- | --- | - | - | - | --- | --- | --- | --- | -- | ------------------------------------------------------------- |
| 1   | Eurotech/Bevo HC | 6   | 6 | 0 | 0 | 16  | 192 | 147 | +45 | 4  |                                                               |
| 2   | Swift Arnhem     | 6   | 2 | 2 | 2 | 8   | 160 | 161 | −1  | 3  |                                                               |
| 3   | HARO Rotterdam   | 6   | 1 | 2 | 3 | 7   | 139 | 147 | −8  | 2  | Best of two tegen winnaar periodekampioenschap eerste divisie |
| 4   | Loreal           | 6   | 1 | 0 | 5 | 3   | 130 | 166 | −36 | 1  | Directe degradatie naar eerste divisie                        |

### Kampioenspoule
| Pos | Club                 | Wed | W | G | V | Ptn | DV  | DT  | +/− | BP | Opmerking                         |
| --- | -------------------- | --- | - | - | - | --- | --- | --- | --- | -- | --------------------------------- |
| 1   | KRAS/Volendam        | 10  | 7 | 0 | 3 | 20  | 288 | 246 | +42 | 6  | Gekwalificeerd voor Best of Three |
| 2   | Vos Investment/LIONS | 10  | 5 | 0 | 5 | 20  | 274 | 261 | +13 | 5  | Gekwalificeerd voor Best of Three |
| 3   | Quintus              | 10  | 6 | 0 | 4 | 15  | 239 | 247 | −8  | 3  |                                   |
| 4   | FIQAS/Aalsmeer       | 10  | 6 | 1 | 3 | 14  | 249 | 223 | +26 | 1  |                                   |
| 5   | Pals Groep/E&O       | 10  | 4 | 0 | 6 | 12  | 237 | 266 | −29 | 4  |                                   |
| 6   | Kremer/Hurry-Up      | 10  | 1 | 1 | 8 | 5   | 245 | 289 | −44 | 2  |                                   |

1. 1 2 3 4  Speelt volgend seizoen Benelux Liga

## Best of Three
| 21 mei 2011 | KRAS/Volendam | 30 - 24 | Vos Investment/LIONS | Opperdam, Volendam |
| 21 mei 2011 |               |         |                      | Opperdam, Volendam |
| 21 mei 2011 |               |         |                      | Opperdam, Volendam |

| 29 mei 2011 | Vos Investment/LIONS | 26 - 34 | KRAS/Volendam | Glanerbrook, Geleen |
| 29 mei 2011 |                      |         |               | Glanerbrook, Geleen |
| 29 mei 2011 |                      |         |               | Glanerbrook, Geleen |

|  | KRAS/Volendam | v | Vos Investment/LIONS | Opperdam, Volendam |
|  |               |   |                      | Opperdam, Volendam |
|  |               |   |                      | Opperdam, Volendam |

## Beste handballers van het jaar
In de verkiezing handballer en handbalster van het jaar werden de volgende prijzen verdeeld;
| Categorie           | Winnaar                     | Club                               |
| ------------------- | --------------------------- | ---------------------------------- |
| Keeper              | Martijn Cappel              | KRAS/Volendam                      |
| Linkeropbouwer      | Jasper Adams                | KRAS/Volendam                      |
| Rechteropbouwer     | Nikola Miricki              | Vos Investment/LIONS               |
| Middenopbouwer      | Jasper Snijders             | FIQAS/Aalsmeer                     |
| Linkerhoek          | Tim Mullens Patrick Miedema | Vos Investment/LIONS KRAS/Volendam |
| Rechterhoek         | Andreas Kittel              | Vos Investment/LIONS               |
| Cirkel              | Léon van Schie              | E&O                                |
| Trainer             | Joop Fiege                  | Hurry Up                           |
| Talent van het jaar | Ronald Suelmann             | Hurry Up                           |